# Officine UBU
Officine UBU è una casa di distribuzione e di produzione cinematografica italiana indipendente fondata nel 2001 a Milano da Franco Zuliani.
Il fondatore ha ricevuto nel 2004 il "Premio F.I.C.E. (Federazione Italiana Cinema d’Essai)" come miglior produttore di film di qualità.
Dopo avere prodotto, tra gli altri, film come La Spettatrice di Paolo Franchi e Fame Chimica di Paolo Vari e Antonio Bocola, nel 2006 Officine UBU esordisce nella Distribuzione cinematografica, Home Video e TV, continuando ad occuparsi prevalentemente di film d'essai.
La società ha da sempre puntato sulla qualità dei film, come dimostrano i numerosi riconoscimenti ricevuti nei festival di tutto il mondo. Tra questi si ricordano: Non è ancora domani (La pivellina) di Tizza Covi e Rainer Frimmel, premiato come Miglior Film Europeo Festival di Cannes 2009; Waste Land di Lucy Walker, candidato all'Oscar al miglior documentario nel 2011; Monsieur Lazhar di Philippe Falardeau, candidato all'Oscar al miglior film straniero nel 2012; Sacro GRA di Gianfranco Rosi, vincitore del Leone d'oro al miglior film alla 70ª Mostra internazionale d'arte cinematografica di Venezia 2013; Il sale della terra di Wim Wenders e Juliano Ribeiro Salgado, uno dei documentari di maggiore successo in Italia, diventato un vero e proprio caso cinematografico nel 2014, per poi essere candidato all'Oscar al miglior documentario; The Tribe di Myroslav Slaboshpytskiy al primo posto dei 10 migliori film del 2015 secondo The Hollywood Reporter; Per amor vostro di Giuseppe M. Gaudino premiato con la Coppa Volpi per la migliore interpretazione femminile a Valeria Golino alla Mostra internazionale d'arte cinematografica di Venezia 2015; Lontano da qui di Sara Colangelo, premiato per la Miglior Regia al Sundance F.F 2018; Sole di Carlo Sironi, vincitore del premio Migliore rivelazione europea EFA 2020; La vita invisibile di Eurídice Gusmão di Karim Aïnouz, premio Miglior Film Un Certain Regard - Festival di Cannes 2019; L’hotel degli amori smarriti di Christophe Honoré, premio Migliore Interpretazione Un Certain Regard - Festival di Cannes 2019 a Chiara Mastroianni, Imprevisti Digitali di Gustave Kervern e Benoît Delépine, premiato con l'Orso d'argento al Festival di Berlino 2020, Gagarine di Fanny Liatard e Jérémy Trouilh, Menzione Speciale Camera d'Oro, Premio Rolling Stone e Premio Rising Star Award a Alséni Bathily - Alice nella città 2020.

## Film distribuiti
- 2006 Terkel in Trouble (Terkel i Knibe) film di animazione adattato e doppiato dagli Elio e le Storie Tese, Lella Costa, Claudio Bisio
- 2006 Rize - Alzati e balla (Rize) di David LaChapelle
- 2006 Pusher - L'inizio (Pusher I) di Nicolas Winding Refn
- 2007 Finché nozze non ci separino (Le plus beau jour de ma vie) di Julie Lipinski, con Hélène De Fougerolles, Jonathan Zaccaï e Marisa Berenson
- 2007 Tideland - Il mondo capovolto (Tideland) di Terry Gilliam, con Jeff Bridges, Jodelle Ferland
- 2007 Il potere dei sensi (Choses secrètes) di Jean-Claude Brisseau
- 2008 Mars - Dove nascono i sogni (Mars) di Anna Melikian
- 2008 I Love Movies (Watching the Detectives) di Paul Soter con Lucy Liu e Cillian Murphy
- 2008 Delirious - Tutto è possibile (Delirious) di Tom DiCillo, con Steve Buscemi e Michael Pitt
- 2008 Big Empty - Tradimento fatale (The Big Empty) di Steve Anderson con Daryl Hannah e Sean Bean
- 2008 Solo un bacio per favore (Un baiser, s'il vous plaît!) di Emmanuel Mouret con Virginie Ledoyen, Stefano Accorsi e Emmanuel Mouret
- 2008 Centravanti nato di Gian Claudio Guiducci, Premio Nastro d'argento 2008, candidato Miglior Documentario David di Donatello 2008
- 2009 Genova - Un luogo per ricominciare di Michael Winterbottom con Colin Firth e Catherine Keener
- 2009 Berlin Calling di Hannes Stöhr con Paul Kalkbrenner, Corinna Harfouch, Rita Lengyelcon
- 2009 Parc di Arnaud des Pallières con Sergi López, Jean-Marc Barr, Geraldine Chaplin
- 2009 24 Hour Party People di Michael Winterbottom con Steve Coogan, Andy Serkis e Paddy Considine
- 2009 Wristcutters - Una storia d'amore (Wristcutters - A Love story) di Goran Dukic con Patrick Fugit, Tom Waits - Independent Spirit Award 2007
- 2009 Fuga dal call center di Federico Rizzo con Angelo Pisani, Isabella Tabarini, Debora Villa, Natalino Balasso, Paolo Pierobon, Tatti Sanguineti
- 2010 Non è ancora domani (La pivellina) di Tizza Covi e Rainer Frimmel con Patrizia Gerardi, Miglior Film Europeo Festival di Cannes 2009, Menzione Speciale Nastri d'argento
- 2010 Daisy vuole solo giocare (The Daisy Chain) di Aisling Walsh con Samantha Morton, Steven Mackintosh e David Bradley
- 2010 Dead Man's Shoes - Cinque giorni di vendetta (Dead Man's Shoes) di Shane Meadows con Paddy Considine
- 2010 The Universe of Keith Haring di Christina Clausen con Keith Haring e famiglia, David LaChapelle, Yōko Ono, Bill T. Jones.
- 2010 La banda del porno - Dilettanti allo sbaraglio (The Amateurs) di Michael Traeger con Jeff Bridges, Lauren Graham, Ted Danson, Patrick Fugit, Joe Pantoliano
- 2010 This Is England di Shane Meadows con Thomas Turgoose, Stephen Graham, Premio BAFTA al miglior film 2008
- 2010 Ad ogni costo di Davide Alfonsi e Denis Malagnino
- 2010 Diciottanni - Il mondo ai miei piedi di Elisabetta Rocchetti, con Marco Rulli, Elisabetta Rocchetti, Nina Torresi, Rosa Pianeta, Marco Iannitello
- 2011 M.A.R.C.O. di Alex Cimini
- 2011 Yattaman - Il film (Yatterman) di Miike Takashi
- 2011 Ninja contro Alieni (Alien VS Ninja) di Seiji Chiba
- 2011 Pollo alle prugne di Vincent Paronnaud e Marjane Satrapi con Isabella Rossellini
- 2011 Waste Land (Waste Land) di Lucy Walker
- 2012 Detachment - Il distacco (Detachment) di Tony Kaye con Adrien Brody e James Caan
- 2012 Elles di Małgorzata Szumowska con Juliette Binoche
- 2012 Monsieur Lazhar di Philippe Falardeau con Fellag, Sophie Nélisse
- 2012 E la chiamano estate di Paolo Franchi con Isabella Ferrari, Jean-Marc Barr, Luca Argentero e Filippo Nigro
- 2012 La sostanza - Storia dell'LSD (The Substance: Albert Hofmann's LSD) di Martin Witz
- 2012 Un mondo in pericolo (More than Honey) di Markus Imhoof
- 2013 Casting By di Tom Donahue
- 2013 Qualcosa nell'aria (Après mai) di Olivier Assayas
- 2013 Il volto di un'altra di Pappi Corsicato con Laura Chiatti e Alessandro Preziosi
- 2013 A Lady in Paris (Une Estonienne à Paris) di Ilmar Raag con Jeanne Moreau
- 2013 Sacro GRA di Gianfranco Rosi
- 2013 La religiosa (La religieuse) di Guillaume Nicloux con Isabelle Huppert
- 2013 La Maison de la Radio di Nicolas Philibert
- 2013 Il tocco del peccato (A Touch of Sin) di Jia Zhangke
- 2013 Guida Perversa all'Ideologia (Pervert's Guide to Ideology) di Sophie Fiennes con Slavoj Zizek
- 2014 2 Giorni a New York (2 Days in New York) di Julie Delpy con Julie Delpy, Chris Rock, Vincent Gallo
- 2014 Vijay - Il mio Amico Indiano (Vijay and I) di Sam Garbarski con Moritz Bleibtreu e Patricia Arquette
- 2014 Mister Morgan (Mr. Morgan's Last Love) di Sandra Nettelbeck con Michael Caine, Clémence Poésy, Gillian Anderson
- 2014 Padre Vostro (The Priest's Children) di Vinko Bresan
- 2014 Gabrielle - Un Amore fuori dal Coro (Gabrielle) di Louise Archambault
- 2014 Guida Perversa al Cinema (The Pervert's Guide to Cinema) di Sophie Fiennes con Slavoj Zizek
- 2014 Il Grande Museo (The Great Museum) di Johannes Holzhausen
- 2014 Rijkmuseum - Una Nuova Casa per Rembrandt (The New Rijksmuseum) di Oeke Hoogendijk
- 2014 La Deutsche Vita di Alessandro Cassigoli e Tania Masi
- 2014 Pazza Idea (Xenia) di Panos H. Koutras
- 2014 Everyday Rebellion di Arash T. Riahi, Arman T. Riahi
- 2014 Una Promessa (A Promise) di Patrice Leconte con Rebecca Hall, Alan Rickman e Richard Madden
- 2014 Il sale della terra (The Salt of the Earth) di Wim Wenders, Juliano Ribeiro Salgado con Sebastiao Salgado
- 2015 Gemma Bovery di Anne Fontaine con Gemma Arterton e Fabrice Luchini
- 2015 Una nuova amica (Une nouvelle amie) di François Ozon con Romain Duris e Anaïs Demoustier
- 2015 Le streghe son tornate (Las brujas de Zugarramurdi) di Álex de la Iglesia con Carmen Maura
- 2015 The Tribe di Myroslav Slaboshpytskiy con Grigoriy Fesenko e Yana Novikova
- 2015 Per amor vostro di Giuseppe M. Gaudino con Valeria Golino, Massimiliano Gallo e Adriano Giannini
- 2015 A Testa Alta (La Tête Haute) di Emmanuelle Bercot con Catherine Deneuve, Rod Paradot, Benoît Magimel e Sara Forestier
- 2016 Marguerite e Julien (Marguerite et Julien) di Valérie Donzelli con Anaïs Demoustier, Jérémie Elkaïm e Gèraldine Chaplin
- 2016 Torno da mia madre (Retour chez ma mère) di Eric Lavaine con Josiane Balasko, Alexandra Lamy e Mathilde Seigner
- 2016 Caffè di Cristiano Bortone con Miriam Dalmazio, Dario Aita, Ennio Fantastichini, Koen de Bouw, Sarah Yimo Li e Hichem Yacoubi
- 2016 Per mio figlio (Moka) di Frédéric Mermoud con Emmanuelle Devos, Nathalie Baye, Diane Rouxel
- 2016 Astrosamantha - La donna dei record nello spazio di Gianluca Cerasola con Samantha Cristoforetti
- 2017 Un re allo sbando (King of the Belgians) di Peter Brosens e Jessica Woodworth con Peter van den Begin, Lucy Debay, Bruno Georis, Titus de Voogdt
- 2017 Il viaggio (The Journey) di Nick Hamm con Timothy Spall, Colm Meaney, John Hurt, Freddie Highmore, Catherine McCormack
- 2017 Planetarium di Rebecca Zlotowski con Natalie Portman, Lily-Rose Depp, Emmanuel Salinger e Louis Garrel
- 2017 Mexico! Un cinema alla riscossa di Michele Rho con Antonio Sancassani
- 2017 Un profilo per due (Un profil pour deux) di Stèphane Robelin con Yaniss Lespert, Pierre Richard, Fanny Valette
- 2017 Ritorno in Borgogna (Ce qui nous lie) di Cédric Klapisch con Pio Marmaï, Ana Girardot, François Civil
- 2017 Il senso della bellezza - Arte e scienza al CERN di Valerio Jalongo
- 2018 Grace Jones: Bloodlight and Bami di Sophie Fiennes con Grace Jones, Jean-Paul Goude
- 2018 Un amore sopra le righe (Monsieur et Madame Adelman) di Nicolas Bedos con Nicolas Bedos e Doria Tillier
- 2018 La Mélodie - Suona sogna vola di Rachid Hami con Kad Merad, Samir Guesmi, Renely Alfred
- 2018 Diva! di Francesco Patierno con Barbora Bobulova, Carolina Crescentini, Isabella Ferrari, Anna Foglietta, Silvia d'Amico, Greta Scarano, Carlotta Natoli, Anita Caprioli e Michele Riondino
- 2018 Sergio e Sergei - Il professore e il cosmonauta di Ernesto Darans con Tomas Cao, Ron Perlman, A.J. Buckley
- 2018 Sea Sorrow - Il dolore del mare di Vanessa Redgrave con Vanessa Redgrave, Emma Thompson, Ralph Fiennes
- 2018 Un marito a metà di Alexandra Leclére con Valérie Bonneton, Isabelle Carré, Didier Bourdon
- 2018 Il complicato mondo di Nathalie di David e Stéphane Foenkinos con Karin Viard, Anne Dorval, Anaïs Demoustier, Bruno Todeschini
- 2018 Lontano da qui di Sara Colangelo con Maggie Gyllenhaal e Gael García Bernal
- 2019 Cyrano mon amour (Edmond) di Alexis Michalik con Olivier Gourmet, Thomas Solivérès, Mathilde Seigner
- 2019 Quel giorno d'estate (Amanda) di Mikahël Hers con Vincent Lacoste, Isaure Multrier, Stacy Martin, Greta Scacchi
- 2019 La vita invisibile di Eurídice Gusmão (A vida invisível) di Karïm Ainouz con Carol Duarte, Julia Stockler, Fernanda Montenegro
- 2019 La freccia del tempo (The Time's Arrow) di Carlo Sarti con Leonardo Pazzagli, Francesca Luce Cardinale, Lino Guanciale, Pippo Delbono
- 2019 Sole di Carlo Sironi con Claudio Segaluscio, Sandra Drzymalska, Bruno Buzzi, Barbara Ronchi
- 2020 L'hotel degli amori smarriti (Chambre 212), di Christophe Honoré con Chiara Mastroianni, Vincent Lacoste, Benjamin Biolay, Camille Cottin, Carole Bouquet
- 2020 In viaggio verso un sogno - The Peanut Butter Falcon (The Peanut Butter Falcon), di Tyler Nilson e Michael Schwartz con Shia LaBeouf, Dakota Johnson, Zack Gottsagen
- 2020 Imprevisti digitali (Effacer l'historique) di Gustave Kervern e Benoît Delépine con Blanche Gardin, Denis Podalydés, Corinne Masiero, Benoît Pooelvoorde, Vincent Lacoste, Michel Houellebecq
- 2021 Il futuro siamo noi (Demain est à nous) di Gilles De Maistre
- 2021 Fellinopolis di Silvia Giulietti con Federico Fellini, Lina Wertmüller, Nicola Piovani, Dante Ferretti, Maurizio Millenotti, Ferruccio Castonuovo, Norma Giacchero
- 2021 Il matrimonio di Rosa (La boda de Rosa) di Icíar Bollaín con Candela Peña e Sergi López
- 2021 #IoSonoQui (#Jesuisla) di Eric Lartigau con Alain Chabat e Doona Bae
- 2021 Sotto le stelle di Parigi (Sous les etoiles de Paris) di Claus Drexel con Catherine Frot
- 2021 Ezio Gribaudo - La bellezza ci salverà di Alberto Bader
- 2022 Lunana - Il villaggio alla fine del mondo (ལུང་ནག་ན) di Pawo Choyning Dorji
- 2022 Gli amori di Anaïs (Les Amours d'Anaïs) di Charline Bourgeois-Tacquet con Anaïs Demoustier, Valeria Bruni Tedeschi, Denis Podalydès
- 2022 Gagarine - Proteggi ciò che ami, regia di Fanny Liatard e Jérémy Trouilh (2020)
- 2022 Kurdbûn - Essere curdo di Fariborz Kamkari
- 2022 Freedom - Lo yoga che ti libera di Nicolaj Pennestri
- 2022 Nido di vipere (Beasts Clawing At Straws) di Kim Yong-hoon
- 2022 Utama - Le terre dimenticate di Alejandro Loayza Grisi con José Calcina, Luisa Quispe, Santos Choque
- 2022 La California di Cinzia Bomoll con Lodo Guenzi, Eleonora Giovanardi, Alfredo Castro, Nina Zilli, Piera Degli Esposti (voce narrante), Andrea Roncato, Le Donatella, Angela Baraldi, Stefano Pesce, Andrea Mingardi
- 2023 Nezouh di Soudade Kaadan con Kinda Alloush, Hala Zein, Samer El Masri
- 2023 The Quiet Girl di Colm Bairéad con Catherine Clinch, Carrie Crowley, Andrew Bennet
- 2023 La divina cometa di Mimmo Paladino con Toni Servillo, Francesco De Gregori, Sergio Rubini, Peppe Servillo, Nino D'Angelo, Giovanni Veronesi, Cristina Donadio
- 2023 L'ultima luna di settembre (Ėrgėž irėhgüj namar) di Amarsaikhan Baljinnyam
- 2023 Foto di famiglia (The Asadas) di Ryôta Nakano
- 2023 Casanova Operapop - Il film di Red Canzian
- 2024 Una bugia per due (Je ne suis pas un héros) di Rudy Milstein con Vincent Dedienne, Cleménce Poésy, Géraldine Nakache
- 2024 Totem - Il mio sole (Tòtem) di Lila Avilés
- 2024 C'era una volta in Bhutan (The Monk and The Gun) di Pawo Choyning Dorji
- 2024 Il maestro che promise il mare (El Maestro que prometió el mar) di Patricia Font con Enric Auquer, Laia Costa
- 2024 Trifole - Le radici dimenticate di Gabriele Fabbro con Umberto Orsini, Margherita Buy, Ydalie Turk
- 2025 Le donne al balcone - The Balconettes (Les Femmes au balcon), regia di Noémie Merlant (2024)
- 2025 La gazza ladra (La pie voleuse), di Robert Guédiguian con Ariane Ascaride, Jean-Pierre Darroussin, Gérard Meylan
- 2025 Fino alle montagne (Bergers) di Sophie Deraspe con Félix-Antoine Duval, Soléne Rigot

## Film prodotti
- 2001 Sweet Dubí di Francesco Carcano e Laura Broggi
- 2002 Uomini in mare
- 2004 La spettatrice di Paolo Franchi con Barbora Bobuľová, Andrea Renzi e Brigitte Catillon
- 2003 Fame chimica di Paolo Vari e Antonio Bocola con Valeria Solarino, Marco Foschi e Teco Celio
- 2007 La bottega italiana di Terry Gilliam (documentario sui famosi collaboratori italiani del regista)
- 2007 Via San Dionigi 93, storia di un campo rom di Tonino Curagi e Anna Gorio
- 2009 (In)costante movimento (documentario sulla musica e sul passato, presente e futuro di Berlino)